# Équipe d'Algérie féminine de football
 (juillet 2025).
Cet article traite de l'équipe féminine. Pour l'équipe masculine, voir Équipe d'Algérie de football masculin.
Maillots
Actualités
L'équipe d'Algérie féminine de football est l'équipe nationale qui représente l'Algérie en football féminin. Sous l'égide de la Fédération algérienne de football (FAF), elle dispute les compétitions internationales comme les championnats d'Afrique.
L'Algérie ne s'est jamais qualifiée pour une Coupe du monde . Elle s'est qualifiée six fois pour la Coupe d'Afrique des Nations féminine , en 2004, 2006, 2010, 2014, 2018 et 2024, atteignant les quarts de finale lors de la CAN 2024.
Elle occupe la 84e place au classement FIFA.

## Histoire

### Début du football féminin algérien
Le football féminin en Algérie a commencé dans les années 1990, avec une volonté des fédérations algériennes dont la Fédération algérienne de football (FAF) de favoriser le sport féminin.
En 2000, les Vertes participent aux éliminatoires de la Coupe d'Afrique 2000. Elles sont éliminées par l'équipe Marocaine, par manque d’expérience. Lors de la Coupe d'Afrique suivante, en 2002, l'équipe féminine algérienne ne participe pas.
En 2004, la sélection se qualifie pour la première fois en Coupe d'Afrique, en éliminant l'équipe du Mali, avec un triplé de Dalila Zerrouki (deux à l’extérieur et une domicile), se qualifiant ainsi pour la première fois à une compétition majeure dans la section féminine. En 2006, la sélection se qualifie pour une deuxième fois d’affilée à la Coupe d'Afrique, c'est au cours de celle-ci que les Vertes tiennent tête à la Guinée équatoriale sur un match assez spectaculaire (3-3).

### Un besoin réel de confirmation du football féminin algérien
Après avoir participé aux deux dernières éditions, la sélection algérienne ne se qualifie pas à la Coupe d'Afrique 2008, en se faisant éliminer au dernier tour des éliminatoires face à la Tunisie.
En 2010, l'équipe accède de nouveau à la Coupe d'Afrique, mais y perd tous ses matchs. L'équipe football féminine est alors remise en question dans le pays. L'équipe ne sera pas inscrite aux éliminatoires de la Coupe d'Afrique 2012.

### 2013, retour surprise du football féminin algérien
Avec le succès global du foot algérien depuis 2014, la FAF, pousse les Vertes et parvient à les qualifier à la Coupe d'Afrique 2014 avec une victoire aux éliminatoires au premier tour sur le Maroc et au second tour sur la Tunisie. À la suite de cette qualification, les Vertes battent l'équipe Ghanéenne (1-0), rivalisant ainsi avec une équipe de niveau mondial. Pour la Coupe d'Afrique 2016, les Vertes ne se qualifient pas. Il s'agit, aux yeux de la FAF, d'un accident de parcours.

### Un réel espoir du football féminin algérien
Avec l'élection de Kheïreddine Zetchi à la tête de la FAF, le foot féminin prend plus d'importance sur la scène du foot en Algérie. Le patron de la FAF souhaite moderniser et créer de nouvelles compétitions, ainsi que le retour des jeunes sélections féminines des U20 et la création des U17.
Les compétitions qui sont modernisées sont : 
Toutes les compétitions nationales officielles
- Championnat d'Algérie féminin
- Coupe d'Algérie féminin

Les compétitions créées dans l'optique que les joueuses jouent plus de matchs sont :
- Coupe de la Ligue féminin
- Supercoupe d'Algérie féminin

Depuis le match nul, synonyme d'élimination, face à l'Afrique du Sud en qualifications pour la CAN 2022, la sélection féminine ne s'est plus jamais rassemblée, malgré la volonté des joueuses de revenir en sélection.
Seul changement depuis la nomination de Djahid Zefizef au poste de Président de la Fédération Algérienne de Football, la nomination de Farid Benstiti au poste de sélectionneur en Décembre 2022.

## Classement FIFA
| Année              | 2003 | 2004 | 2005 | 2006 | 2007 | 2008 | 2009 | 2010 | 2011 | 2012 | 2013 |
| ------------------ | ---- | ---- | ---- | ---- | ---- | ---- | ---- | ---- | ---- | ---- | ---- |
| Classement mondial | 97   | 78   | 78   | 84   | 67   | 70   | 65   | 80   | 79   | 74   | 118  |
| Classement CAF     | 10   | 5    | 5    | 6    | 3    | 5    | 4    | 8    | 8    | 9    | 19   |

| Année              | 2014 | 2015 | 2016 | 2017 | 2018 | 2019 | 2020 | 2021 | 2022 | 2023 | 2024 |
| ------------------ | ---- | ---- | ---- | ---- | ---- | ---- | ---- | ---- | ---- | ---- | ---- |
| Classement mondial | 77   | 77   | 76   | 119  | 83   | 84   | 79   | 79   | 80   | 84   | 84   |
| Classement CAF     | 7    | 7    | 9    | 23   | 8    | 9    | 9    | 9    | 9    | 12   | 12   |

## Maillots

### Fournisseurs
| Fournisseur    | Periode      |
| -------------- | ------------ |
| Cirta Sport    | 1998–2001    |
| Baliston       | 2002–2004    |
| Le Coq Sportif | 2004–2009    |
| Puma           | 2010–2014    |
| Adidas         | 2015–present |

#### Domicile
| 2004 AWC · 2006 AWC | 2010 AWC | 2014 AWC | 2016 AWCON | UNAF 2022 |

#### Exterieur
| 2004 AWC · 2006 AWC | 2010 AWC | 2014 AWC | 2016 AWCON | 2022 UNAF |

## Stades
La séléction algerienne ne possède pas de stade attribué mais peut évoluer lors de ses matchs à domicile au Stade Salem Mabrouki de Rouiba ou bien à l'annexe du Stade Nelson-Mandela à Baraki.

## Palmarès

### Tournois Continentaux
- Jeux africains
  -  Médaillé de bronze en : 2011

- Coupe arabe féminine
  -  Vainqueur en : 2006
  -  Troisième en : 2021

- Tournoi UNAF dames
  -  Finaliste en : 2009
  - Quatrième en : 2020

### Histoire des capitaines depuis les débuts
- Naïma Laouadi 2000 - 2009
- Leila Meflah 2009 - 2010
- Sabrina Delhoum 2010 - 2012
- Fatima Sekouane 2013 - 2019
- Isma Ouadah 2019 - 2020
- Keltoum Arbi Aouda  2021
- Naïma Bouhani 2021 - 2022
- Sofia Guellati 2023-

### Parcours enCoupe d'Afrique
| Édition | Performance       | J  | G | N | P  | Bp | Bc |
| ------- | ----------------- | -- | - | - | -- | -- | -- |
| 1991    | Non inscrit       | -  | - | - | -  | -  | -  |
| 1995    | Non inscrit       | -  | - | - | -  | -  | -  |
| 1998    | Non inscrit       | -  | - | - | -  | -  | -  |
| 2000    | Tour préliminaire | -  | - | - | -  | -  | -  |
| 2002    | Non inscrit       | -  | - | - | -  | -  | -  |
| 2004    | 1er tour          | 3  | 1 | 0 | 2  | 4  | 7  |
| 2006    | 1er tour          | 3  | 1 | 0 | 2  | 3  | 13 |
| 2008    | Tour préliminaire | -  | - | - | -  | -  | -  |
| 2010    | 1er tour          | 3  | 0 | 0 | 3  | 2  | 5  |
| 2012    | Non inscrit       | -  | - | - | -  | -  | -  |
| 2014    | 1er tour          | 3  | 1 | 0 | 2  | 2  | 7  |
| 2016    | Tour préliminaire | -  | - | - | -  | -  | -  |
| 2018    | 1er tour          | 3  | 0 | 0 | 3  | 2  | 7  |
| 2022    | Tour préliminaire | -  | - | - | -  | -  | -  |
| 2024    | Quart de finale   | 4  | 1 | 3 | 0  | 1  | 0  |
| Total   | 6/15              | 19 | 4 | 3 | 12 | 14 | 39 |

L'équipe d'Algérie a participé à six éditions : 2004, 2006, 2010, 2014, 2018 et 2024.
L'Algérie ne réussit pas à être constante en Coupe d'Afrique, malgré quelques exploits comme la victoire contre la sélection ghanéenne en 2014, ou le match nul contre les doubles vainqueurs de la Coupe d'Afrique, la Guinée équatoriale
En 2004, lors de son premier match, les Vertes jouent contre la meilleure équipe féminine du continent, le Nigeria, sur le score sans appel de 4-0. Pour leur second match, les Algériennes gagnent sur un score fleuve de 3-0 face à la sélection malienne, avec un but de Farida Sedhane à la 10e minute, dans la foulée, une minute après, un second but inscrit par Nabila Imloul, et enfin un dernier but inscrit à la 46e minute par Naima Laouadi. Les Vertes se battent ensuite pour la 2e place du groupe face à l'équipe du Cameroun, cependant les Vertes s’inclinent sur le score de 1-3 malgré l'ouverture du score pour les Algériennes de Nabila Imloul à la 11e minute.
En 2006, l'Équipe d'Algérie se qualifie pour la deuxième fois d’affilée à la Coupe d'Afrique. Contrairement à la dernière, cette Coupe d'Afrique permet aux deux finalistes de se qualifier à la Coupe du monde féminine de 2007 en Chine. Pour leur premier match, elles perdent lourdement contre les sud-africaines, sur le score de 4-0. Elles perdent aussi leur deuxième match, sèchement, de nouveau contre les championnes en titre et la meilleure équipe du continent, le Nigeria, sur le score de 6-0. Elles font cependant match nul contre la Guinée équatoriale, après un match assez spectaculaire finissant sur le score de 3-3 avec un but de Lilia Boumrar à la 35e minute, et un doublé de Naïma Bouhani aux 56e et 76e minutes.
En 2010, elles se qualifient pour Coupe d'Afrique après avoir été absentes de l'édition précédente. Comme en 2006, les finalistes sont qualifiées pour la coupe du monde féminine 2011 en Allemagne, ainsi que le vainqueur du match pour la troisième place. Dans l'optique de la FAF d'avancer le foot féminin algérien, il s'agit là d'une réelle opportunité de se qualifier à la coupe du monde féminine 2011. Pour leur premier match les Vertes s'inclinent face au Ghana sur le score de 1-2, malgré l'ouverture du score des algériennes, par Isma Ouadah à la 4e minute. Lors du deuxième match, les Vertes rencontrent de nouveau la Guinée équatoriale, match perdu sur le score de 1-0. Enfin les Vertes rencontrent de nouveau l'équipe du Cameroun, match qu'elles perdent sur le score de 2-1 malgré l'égalisation de Naïma Bouhani à la 55e minute. Il s’agira là de la pire prestation des Vertes sur la scène continentale, avec 3 matchs et autant de défaites.
En 2014, retour surprise des Algériennes, avec des éliminatoires réussies au complet. Pour leur premier match, les Vertes créeront la surprise en battant le Ghana sur le score de 1-0 avec un but inscrit dans les dernières minutes de jeu par Houria Affak à la 87e minute. Elles perdront cependant contre les Camerounaises sur le score de 2-0, et enfin, pour leur dernier match, les Algériennes quitteront la compétition par la grande porte avec une défaite 5-1, Houria Affak inscrivant le dernier but du match et sauvant ainsi l’honneur à la 90e minute de jeu. Pour les Vertes, cette édition laisse un goût amer car, comme celles de 2006 (sauf finalistes sur cette édition) et de 2010, cette édition permettait aux trois premiers du tournoi de se qualifier en coupe du monde féminine 2015 au Canada. Les Algériennes étaient à 1 point de la qualification pour les demi-finales et espéraient jouer une coupe du monde féminine.
Après avoir raté l’édition de 2016 qui se déroule au Cameroun, les vertes arrivent à se qualifier pour cette édition de 2018, qui se déroule au Ghana, durant les qualifications, elles éliminent les Sénégalaises durant le premier tour, et les Éthiopiennes au deuxième tour de qualification, les vertes se qualifient ainsi à leur 5e Coupe d'Afrique des nations.
Leur premier match, qui est le match d'ouverture, elles affrontent le pays organisateur le Ghana, elle perdent sur le plus petit des scores 1-0, dans un match où les fennecs n'ont pas démérité. Le match suivant, elles affrontent le Cameroun, elles perdent sur le score de 3-0, enfin le dernier match, les verts jouent contre le Mali, malgré l'ouverture du score de Lydia Belkacemi à la 37e, les vertes perdent sur le score 2-3, elles terminent dernières du groupe A, et 7e (avant dernier) à la CAN 2018.
Pour la première fois en six participations, l'équipe d'Algérie féminine de football se qualifie pour les quarts de finale de la CAN, organisée au Maroc. Elles rejoignent ainsi le pays hôte, le Nigeria, le Sénégal et la Zambie.

## Joueuses et encadrement

### Appelées récemment
Les joueuses suivantes ne font pas partie du dernier groupe appelé mais ont été retenues en équipe nationale lors des 12 derniers mois.
Les joueuses qui comportent le signe , sont blessées ou malades au moment de la dernière convocation.
| Pos. | Nom                | Date de Naissance | Sél. | Buts | Club                  | Dernier appel                       |
| ---- | ------------------ | ----------------- | ---- | ---- | --------------------- | ----------------------------------- |
| GB   | Amel Salah         | 23 avril 2002     | 5    | 0    | Le Puy Foot 43        | vs                                  |
| GB   | Kahina Takenint    | 21 mai 1991       | 31   | 0    | CF Akbou              | vs                                  |
| DF   | Sara Amirou        | 26 janvier 1998   | 0    | 0    | CF Akbou              | vs                                  |
| MT   | Horra Mechab       |                   | 0    | 0    | Afak Relizane         | vs                                  |
| MT   | Sabrina Makhloufi  |                   | 0    | 0    | CF Akbou              | vs                                  |
| AT   | Lynda Bendris      | 25 juillet 2004   | 1    | 0    | AS Cannes             | vs                                  |
| AT   | Shana Battouri     | 2 juillet 2002    | 5    | 0    | FC Metz               | vs                                  |
| DF   | Zohra Aggad        | 13 mars 2001      | 1    | 0    | ASE Alger Centre      | vs                                  |
| DF   | Bouchra Ouzaï      | 16 septembre 2003 | 0    | 0    | ASE Alger Centre      | vs                                  |
| MT   | Ikram Bahri        | 15 mars 2002      | 1    | 0    | ASE Alger Centre      | vs Ouganda, 30 novembre 2024        |
| DF   | Armelle Khellas    | 25 juin 2001      | 3    | 0    | Grenoble Foot 38      | vs Camp d'entrainement, 3 juin 2024 |
| DF   | Amélia Zemma       | 17 décembre 2005  | 1    | 0    | Olympique lyonnais    | vs Camp d'entrainement, 3 juin 2024 |
| MT   | Lydia Belkacemi    | 2 mars 1994       | 21   | 3    | FC Metz               | vs Camp d'entrainement, 3 juin 2024 |
| AT   | Imène Merrouche    | 25 avril 1994     | 17   | 5    | CS Constantine        | vs Camp d'entrainement, 3 juin 2024 |
| AT   | Ghania Ayadi       | 7 septembre 2003  | 1    | 0    | CF Akbou              | vs Camp d'entrainement, 3 juin 2024 |
| GB   | Amel Benabdallah   | 19 octobre 2004   | 0    | 0    | Afak Relizane         | vs Tunisie, 7 avril 2024            |
| AT   | Rahma Benaïchouche | 22 novembre 1991  | 5    | 3    | CF Akbou              | vs Tunisie, 7 avril 2024            |
| DF   | Lana Smits Ouraghi | 24 janvier 2005   | 2    | 0    | FC Fleury 91          | vs Burkina Faso, 27 février 2024    |
| MT   | Sarah Guellil      | 2 juin 2006       | 0    | 0    | Girondins de Bordeaux | vs Burkina Faso, 27 février 2024    |